# Ster van Bessèges 2007
De Ster van Bessèges 2007 (Frans: Étoile de Bessèges 2007) werd gehouden van 7 februari tot en met 11 februari in Frankrijk. De 37ste editie van deze rittenkoers maakte deel uit van de UCI Europe Tour 2007.

## Etappe-overzicht
| etappe | datum       | start     | finish            | afstand | winnaar            | klassementsleider |
| ------ | ----------- | --------- | ----------------- | ------- | ------------------ | ----------------- |
| 1e     | 7 februari  | Pézenas   | Palavas-les-Flots | 148 km  | Angelo Furlan      | Angelo Furlan     |
| 2e     | 8 februari  | Nîmes     | Saint-Ambroix     | 149 km  | Baden Cooke        | Baden Cooke       |
| 3e     | 9 februari  | Cendras   | La Grand-Combe    | 138 km  | Nick Nuyens        | Nick Nuyens       |
| 4e     | 10 februari | Allègre   | Allègre           | 151 km  | Christophe Mengin  | Nick Nuyens       |
| 5e     | 11 februari | Gagnières | Bessèges          | 148 km  | Sébastien Chavanel | Nick Nuyens       |

## Etappe-uitslagen

### 1e etappe
| rang | renner             | land                | tijd       |
| ---- | ------------------ | ------------------- | ---------- |
| 1    | Angelo Furlan      | Italië              | 3u 20' 17" |
| 2    | Mark Cavendish     | Verenigd Koninkrijk | z.t.       |
| 3    | Ruggero Marzoli    | Italië              | z.t.       |
| 4    | Baden Cooke        | Australië           | z.t.       |
| 5    | Hans Dekkers       | Nederland           | z.t.       |
| 6    | Martin Elmiger     | Zwitserland         | z.t.       |
| 7    | André Greipel      | Duitsland           | z.t.       |
| 8    | Sébastien Chavanel | Frankrijk           | z.t.       |
| 9    | Andy Flickinger    | Frankrijk           | z.t.       |
| 10   | Aleksandr Serov    | Rusland             | z.t.       |

### 2e etappe
| rang | renner             | land      | tijd       |
| ---- | ------------------ | --------- | ---------- |
| 1    | Baden Cooke        | Australië | 4u 01' 01" |
| 2    | Sébastien Chavanel | Frankrijk | + 0' 02"   |
| 3    | André Greipel      | Duitsland | z.t.       |
| 4    | Hans Dekkers       | Nederland | z.t.       |
| 5    | Niko Eeckhout      | België    | z.t.       |
| 6    | Jimmy Casper       | Frankrijk | z.t.       |
| 7    | Ruggero Marzoli    | Italië    | z.t.       |
| 8    | Jean-Luc Delpech   | Frankrijk | z.t.       |
| 9    | Michael Blanchy    | België    | z.t.       |
| 10   | Xavier Florencio   | Spanje    | z.t.       |

### 3e etappe
| rang | renner            | land        | tijd       |
| ---- | ----------------- | ----------- | ---------- |
| 1    | Nick Nuyens       | België      | 3u 36' 31" |
| 2    | Vasil Kiryjenka   | Wit-Rusland | z.t.       |
| 3    | Preben Van Hecke  | België      | z.t.       |
| 4    | Kevin De Weert    | België      | + 0' 05"   |
| 5    | Geoffroy Lequatre | Frankrijk   | + 0' 30"   |
| 6    | Jukka Vastaranta  | Finland     | z.t.       |
| 7    | Sébastien Minard  | Frankrijk   | z.t.       |
| 8    | Sébastien Joly    | Frankrijk   | z.t.       |
| 9    | Laurent Brochard  | Frankrijk   | z.t.       |
| 10   | Aleksandr Serov   | Rusland     | + 0' 46"   |

### 4e etappe
| rang | renner              | land                | tijd       |
| ---- | ------------------- | ------------------- | ---------- |
| 1    | Christophe Mengin   | Frankrijk           | 3u 22' 28" |
| 2    | Frédéric Amorison   | België              | + 0' 02"   |
| 3    | Jimmy Casper        | Frankrijk           | z.t.       |
| 4    | Sébastien Chavanel  | Frankrijk           | z.t.       |
| 5    | Angelo Furlan       | Italië              | z.t.       |
| 6    | Jawhen Hoetarovitsj | Wit-Rusland         | z.t.       |
| 7    | Stéphane Bonsergent | Frankrijk           | z.t.       |
| 8    | Geoffroy Lequatre   | Frankrijk           | z.t.       |
| 9    | Roger Hammond       | Verenigd Koninkrijk | z.t.       |
| 10   | Jean-Luc Delpech    | Frankrijk           | z.t.       |

### 5e etappe
| rang | renner             | land        | tijd       |
| ---- | ------------------ | ----------- | ---------- |
| 1    | Sébastien Chavanel | Frankrijk   | 3u 10' 46" |
| 2    | Angelo Furlan      | Italië      | z.t.       |
| 3    | Pieter Mertens     | België      | z.t.       |
| 4    | Geoffroy Lequatre  | Frankrijk   | z.t.       |
| 5    | Freddy Bichot      | Frankrijk   | z.t.       |
| 6    | Xavier Florencio   | Spanje      | z.t.       |
| 7    | Martin Elmiger     | Zwitserland | z.t.       |
| 8    | Preben Van Hecke   | België      | z.t.       |
| 9    | Pierre Rolland     | Frankrijk   | z.t.       |
| 10   | Laurent Brochard   | Frankrijk   | z.t.       |

## Eindklassementen

### Algemeen klassement
| Ster van Bessèges 2007 |                   |                        |           |
| Plaats                 | Naam              | Ploeg                  | tijd      |
| Oranje trui            | Nick Nuyens       | Cofidis                | 17u30'53" |
| 2                      | Vasil Kiryjenka   | Tinkoff Credit Systems | + 8"      |
| 3                      | Preben Van Hecke  | Predictor-Lotto        | + 10"     |
| 4                      | Kevin De Weert    | Cofidis                | + 18"     |
| 5                      | Sébastien Minard  | Cofidis                | + 39"     |
| 6                      | Geoffroy Lequatre | Cofidis                | + 42"     |
| 7                      | Laurent Brochard  | Bouygues Télécom       | + 44"     |
| 8                      | Jukka Vastaranta  | Jartazi Promo Fashion  | z.t.      |
| 9                      | Baden Cooke       | Unibet.com             | + 48"     |
| 10                     | Pieter Mertens    | Predictor-Lotto        | + 55"     |
|                        |                   |                        |           |
| 25                     | Laurens ten Dam   | Unibet.com             | + 1' 14"  |

1971 · 1972 · 1973 · 1974 · 1975 · 1976 · 1977 · 1978 · 1979 · 1980 · 1981 · 1982 · 1983 · 1984 · 1985 · 1986 · 1987 · 1988 · 1989 · 1990 · 1991 · 1992 · 1993 · 1994 · 1995 · 1996 · 1997 · 1998 · 1999 · 2000 · 2001 · 2002 · 2003 · 2004 · 2005 · 2006 · 2007 · 2008 · 2009 · 2010 · 2011 · 2012 · 2013 · 2014 · 2015 · 2016 · 2017 · 2018 · 2019 · 2020 · 2021 · 2022 · 2023 · 2024 · 2025